# 197-es busz (Budapest)
A budapesti 197-es jelzésű autóbusz Budapest XVII. kerületében, Rákoskerten közlekedik körforgalomban, a Budapest–Újszász–Szolnok-vasútvonalon található Rákoskert vasútállomás és a Kucorgó tér között, gyűjtőjáratként. Csak munkanapokon indul, a rákoskerti vasútállomásról a Keleti pályaudvarra induló, és onnan érkező vonatokhoz közvetlenül csatlakozva. A viszonylatot a Budapesti Közlekedési Zrt. üzemelteti.

## Története
A Fővárosi Önkormányzat 2009. április 22-ei ülésén elfogadták a BKV 2009-es hálózatfejlesztési tervezetét, a rákosmenti régió fejlesztésének részét képezte egy új autóbuszjárat indítása a Rákoskert vasútállomás – Rákoskert sugárút – Sáránd utca – Pesti út – Zrínyi utca – Rákoscsaba vasútállomás útvonalon. A VEKE közreműködésével készült tervek része volt több XVII. kerületi vasútállomás mellett parkoló kialakítása, valamint a kapcsolódó tömegközlekedési átalakítások megtervezése; a 197-es busz a két vasútállomásnál épített buszfordulókat kötötte volna össze. A 2010. augusztus 23-án elindított viszonylat a tervezettel szemben a Kucorgó tér után a Zrínyi utcára nem északra, hanem déli irányba kanyarodott és érkezett vissza Rákoskert vasútállomáshoz; Rákoscsaba vasútállomás elérését végül több év elteltével, a 269-es és a 298-as busszal oldották meg.
2011. december 12-én a járaton bevezették az első ajtós felszállási rendet.
2023 májusától kibővített üzemidőben közlekedik, azonban este 21 óra után csak utazási igény esetén indul.

## Útvonala
| Rákoskert vasútállomás → Kucorgó tér → Rákoskert vasútállomás | Rákoskert vasútállomás → Kucorgó tér → Rákoskert vasútállomás |
| --- | ------------------------------------------------------------- |
| Rákoskert vasútállomás vá. – Kísérő utca – Rákoskert sugárút – Sáránd utca – Pesti út – Zrínyi utca – Rákoskert sugárút – Kísérő utca – Rákoskert vasútállomás vá. |                                                               |

## Megállóhelyei
| 0  | Rákoskert vasútállomás induló végállomás |                                                             |
| 1  | Schell Gyuláné tér                       | 97E, 162, 262 504, 505, 508                                 |
| 2  | Erzsébet körút                           | 97E, 162, 262                                               |
| 3  | Sáránd utca                              | 97E, 162, 262                                               |
| 4  | Pesti út                                 | 97E, 162, 262                                               |
| 5  | Nyomdász utca                            | 97E, 162, 262                                               |
| 6  | Nyomdok utca                             | 97E, 162, 262                                               |
| 7  | Olcsva utca                              | 97E, 162, 262                                               |
| 8  | Kucorgó tér                              | 97E, 161, 161E, 162, 202E, 262 504, 505, 506, 508, 509, 510 |
| 9  | Rózsaszál utca                           | 97E, 162, 262                                               |
| 10 | Schell Gyuláné tér                       | 97E, 162, 262 504, 505, 508                                 |
| 11 | Rákoskert vasútállomás érkező végállomás | S60                                                         |